# Iaso
Iaso (gr. Ἰασώ Iasṓ, łac. Iaso) – w mitologii greckiej bogini i uosobienie uzdrawiania.
Uchodziła za córkę boga Asklepiosa (Eskulapa) i Epione. Była siostrą Higiei, Panakei (Panacei), Ajgle, Akeso, Podalejriosa i Machaona, przypuszczalnie także Telesforosa (Akesisa). Należała do orszaku Asklepiosa.